# F. Trubee Davison

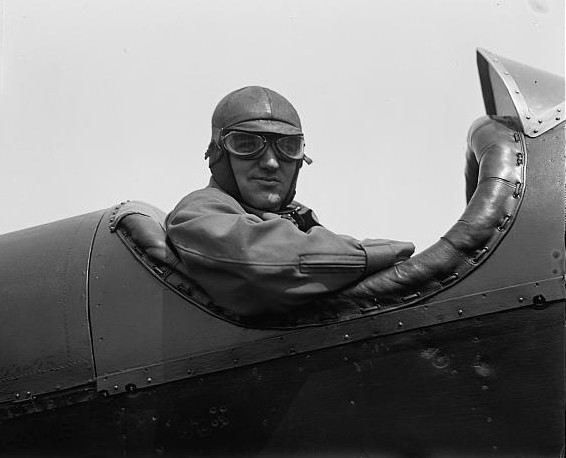
F. Trubee Davison, 1926

Frederick Trubee Davison (* 7. Februar 1896 in New York City; † 14. November 1976 in Locust Valley, New York) war Personaldirektor ab 1951 der erste der CIA. Er schloss an der Yale-Universität erfolgreich sein Studium ab und wurde an dieser Fakultät auch in die Skull & Bones-Gesellschaft aufgenommen. In der Augustausgabe des Jahres 1925 schmückte er die Titelausgabe des Time Magazines. Von 1922 bis 1926 war er in der New York State Assembly. Er war der erste Assistant Secretary of War for Air vom Juli 1926 bis März 1933 im Kriegsministerium der Vereinigten Staaten und damit damals der zuständige für Luftwaffe.
Er war der Sohn von Henry P. Davison und der Schwager von Artemus Gates.
Von 1933 bis 1955 war er Präsident des American Museum of Natural History.